# Mormo ojcoviensis
Mormo ojcoviensis är en fjärilsart som beskrevs av Ceslau Maria de Biezanko 1924. Mormo ojcoviensis ingår i släktet Mormo och familjen nattflyn. Inga underarter finns listade i Catalogue of Life.